# Boris Sanson
Boris Sanson, född den 7 december 1980 i Bordeaux, Frankrike, är en fransk fäktare som tog OS-guld i herrarnas lagtävling i sabel i samband med de olympiska fäktningstävlingarna 2008 i Peking.